# Estación de Medina del Campo AV
Medina del Campo AV es una estación ferroviaria situada en el municipio español de Medina del Campo, en la provincia de Valladolid, comunidad autónoma de Castilla y León. Tiene solo vías de ancho estándar y está incluida dentro de la red de estaciones de Adif. Se ubica a casi cuatro kilómetros de la céntrica estación de Medina del Campo de la línea convencional.

## Situación ferroviaria
Se encuentra situada en el punto kilométrico 155,458 de la Línea de alta velocidad Olmedo-Zamora-Galicia, entre Olmedo y Zamora, y en el punto kilométrico 6,773 de la nueva línea de enlace hacia la línea Medina del Campo-Vilar Formoso a la cual se incorpora en la denominada Bifurcación Arroyo de la Golosa, entre Olmedo y Campillo.
A un kilómetro de distancia hacia la estación de Campillo se encuentra un cambiador de ancho con plataforma CAF para que los trenes de la serie 121 de Renfe puedan continuar hasta Salamanca.

## Historia
La estación se inauguró el 1 de febrero de 2016 con un servicio Alvia entre Madrid-Chamartín y Galicia. La inauguración tuvo lugar con la estación sin terminar, ya que la aparición de restos de mercurio y asbesto paralizaron las obras. Al no haber edificio de viajeros, la venta de billetes y el control de acceso se realizaba en la estación de Medina del Campo, desde donde los viajeros eran trasladados mediante un autobús una media hora antes de la salida del tren. Con la inauguración de la estación definitiva el servicio de autobuses se suprimió.
El 7 de diciembre de 2017 el ministro Iñigo de La Serna inauguró la terminal definitiva, entrando en servicio íntegro el día 18 de diciembre.

## La estación
Dispone de 4 vías de ancho estándar, dos de ellas sin andenes para trenes sin parada en la estación. La inversión en la estación fue de 3,6 millones de euros y tiene 551 metros cuadrados.

## Accesos
Se puede llegar/salir a/de la estación en vehículo privado o taxi, existe un carril bici que va hasta el balneario que permite también el acceso peatonal.

## Servicios ferroviarios

### Larga Distancia/Alta Velocidad
Efectúan parada en ella trenes Alvia con origen o destino Madrid-Chamartín-Clara Campoamor, Galicia y Salamanca.